# Asura scripta
Asura scripta là một loài bướm đêm thuộc phân họ Arctiinae, họ Erebidae.